# Дерево ялини звичайної (Звенигородський район)

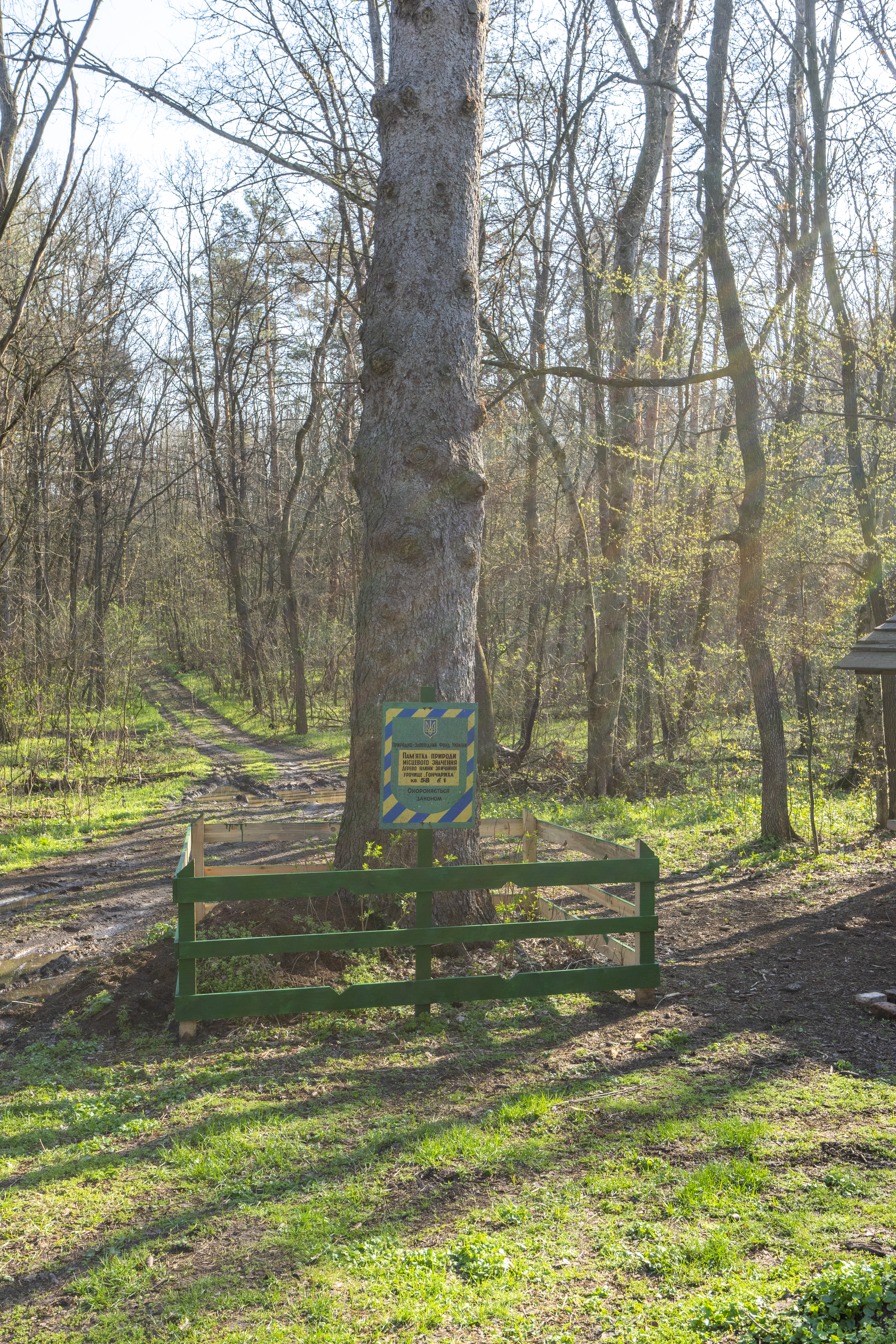
Дерево ялини звичайної

Дерево ялини звичайної — ботанічна пам'ятка природи місцевого значення. Об'єкт розташований на території Звенигородського району Черкаської області, квартал 58 Корсунського лісництва, урочище Гончариха.
Площа — 0,1 га, статус отриманий у 1979 році.